# Puchar Ukrainy w piłce nożnej (1994/1995)
Puchar Ukrainy 1994/1995 - IV rozgrywki ukraińskiej FFU, mające na celu wyłonienie zdobywcy krajowego Pucharu, który zakwalifikuje się tym samym do Puchar Zdobywców Pucharów sezonu 1995/96. Sezon trwał od 21 sierpnia 1994 do 28 maja 1995.
W sezonie 1994/1995 rozgrywki te składały się z:
- meczów rundy wstępnej (1/128 finału),
- meczów 1/64 finału,
- meczów 1/32 finału,
- dwumeczów 1/16 finału,
- dwumeczów 1/8 finału,
- dwumeczów 1/4 finału,
- dwumeczów 1/2 finału,
- meczu finałowego.

## Drużyny
Do rozgrywek Pucharu przystąpiło 84 kluby Wyższej, Pierwszej, Drugiej i Trzeciej Lihi oraz 23 zdobywców Pucharu obwodów Ukrainy. 
| Kluby Wyższej Lihi: | Kluby Pierwszej Lihi: | Kluby Drugiej Lihi: | Kluby Trzeciej Lihi: |
| - Czornomoreć Odessa - Dnipro Dniepropetrowsk - Dynamo Kijów - Ewis Mikołajów - Karpaty Lwów - Kremiń Krzemieńczuk - Krywbas Krzywy Róg - Metałurh Zaporoże - Nywa Tarnopol - Nywa Winnica - Prykarpattia Iwano-Frankowsk - Szachtar Donieck - Tawrija Symferopol - Temp Szepietówka - Torpedo Zaporoże - Weres Równe - Wołyń Łuck - Zoria-MAŁS Ługańsk | - Bażanoweć Makiejewka - Borysfen Boryspol - Bukowyna Czerniowce - Chimik Siewierodonieck - Chimik Żytomierz - Dnipro Czerkasy - Dynamo-2 Kijów - Karpaty Mukaczewo - Krystał Czortków - Metalist Charków - Metałurh Nikopol - Naftochimik Krzemieńczuk - Naftowyk Ochtyrka - Podilla Chmielnicki - Polihraftechnika Oleksandria - SBTS Sumy - SK Odessa - Skała Stryj - Stal Ałczewsk - Worskła Połtawa - Zakarpattia Użhorod - Zirka-NIBAS Kirowohrad | - Artanija Oczaków - Azoweć Mariupol - Czajka Sewastopol - Czornomoreć-2 Odessa - Desna Czernihów - Drużba Berdiańsk - Dynamo Ługańsk - Dynamo Saki - FK Lwów - Hałyczyna Drohobycz - Harant Donieck - Hazowyk Komarno - Jawir Krasnopole - Medita Szachtarsk - Meliorator Kachowka - Metałurh Kercz - Roś Biała Cerkiew - Sirius Żółte Wody - Szachtar Pawłohrad - Tawrija Chersoń - Tytan Armiańsk - Wiktor Zaporoże | - Adwis Chmielnicki - Awanhard Roweńky - Awanhard Żydaczów - Chutrowyk Tyśmienica - CSKA Kijów - Dnister Zaleszczyki - Dnistroweć Białogród nad Dniestrem - Fetrowyk Chust - Keramik Baranówka - Łada Czerniowce - LAZ Lwów - Metałurh Nowomoskowsk - Nywa Mironówka - Oskił Kupiańsk - Suła Łubnie - Systema-Boreks Borodzianka - Szachtar Gorłówka - Szachtar Stachanow - Tawrija Nowotrojićke - Torpedo Melitopol - Transimpeks Wysznewo - Wahonobudiwnyk Krzemieńczuk |

Zdobywcy Pucharu obwodów spośród amatorów:
- Awanhard Merefa (obwód charkowski)
- Baktianeć Badałowo (obwód zakarpacki)
- Bat'kiwszczyna Pierwomajsk (obwód ługański)
- Beskyd Nadwórna (obwód iwanofrankowski)
- Charczowyk Biłozerka (obwód chersoński)
- Chimik-Nywa-2 Winnica (obwód winnicki)
- Czajka Ochotnykowe (Republika Autonomiczna Krymu)
- Enerhetyk Niecieszyn (obwód chmielnicki)
- Karpaty Czerniowce (obwód czerniowiecki)
- Kołos Karapysze (obwód kijowski)
- Krok Żytomierz (obwód żytomierski)
- Krystał Dubno (obwód rówieński)
- Łokomotyw Konotop (obwód sumski)
- Łokomotyw Smiła (obwód czerkaski)
- Łokomotyw Znamianka (obwód kirowohradzki)
- Metałurh Krzywy Róg (obwód dniepropetrowski)
- Nywa Neczajane (obwód mikołajowski)
- Nywa-Wiktor Nowomykołajiwka (obwód zaporoski)
- Perwomajeć Perszotrawnewe (obwód odeski)
- Pidszypnyk Łuck (obwód wołyński)
- Sokił Wełyki Haji (obwód tarnopolski)
- Sokił Złoczów (obwód lwowski)
- Zmina-Obołoń Kijów (m. Kijów)

## Terminarz rozgrywek

### Runda wstępna (1/128 finału)
| 21 sierpnia 1994            |     |                                    |                |
| Chutrowyk Tyśmienica        | 2:0 | Awanhard Żydaczów                  |                |
| Baktianeć Badałowo          | 0:2 | Hałyczyna Drohobycz                |                |
| Beskyd Nadwórna             | 1:1 | Awanhard Żydaczów                  | (dod., k. 3:1) |
| Karpaty Czerniowce          | 0:2 | Fetrowyk Chust                     |                |
| Krystał Dubno               | 2:4 | Adwis Chmielnicki                  |                |
| Pidszypnyk Łuck             | 7:1 | Sokił Złoczów                      |                |
| Sokił Wełyki Haji           | 0:3 | Hazowyk Komarno                    |                |
| Łada Czerniowce             | 2:0 | Dnister Zaleszczyki                |                |
| Krok Żytomierz              | 6:0 | Enerhetyk Niecieszyn               |                |
| Kołos Karapysze             | 1:2 | Keramik Baranówka                  |                |
| Chimik-Nywa-2 Winnica       | 1:0 | Transimpeks Wysznewo               |                |
| Zmina-Obołoń Kijów          | 3:0 | Suła Łubnie                        |                |
| Łokomotyw Smiła             | 0:2 | Nywa Mironówka                     |                |
| Łokomotyw Znamianka         | 1:0 | Wahonobudiwnyk Krzemieńczuk        |                |
| Perwomajeć Perszotrawnewe   | 1:4 | Dnistroweć Białogród nad Dniestrem |                |
| Łokomotyw Konotop           | -:+ | Systema-Boreks Borodzianka         |                |
| Awanhard Merefa             | 1:0 | Metałurh Nowomoskowsk              |                |
| Naftochimik Krzemieńczuk    | 1:0 | Naftowyk Ochtyrka                  |                |
| Metałurh Krzywy Róg         | 1:0 | Oskił Kupiańsk                     |                |
| Nywa-Wiktor Nowomykołajiwka | 1:1 | Sirius Żółte Wody                  | (dod., k. 3:2) |
| Tawrija Nowotrojićke        | 7:0 | Artanija Oczaków                   |                |
| Nywa Neczajane              | 0:1 | Czornomoreć-2 Odessa               | (dod.)         |
| Czajka Ochotnykowe          | 1:2 | Dynamo Saki                        | (dod.)         |
| Charczowyk Biłozerka        | 0:1 | Tytan Armiańsk                     |                |
| Bat'kiwszczyna Pierwomajsk  | +:- | Szachtar Gorłówka                  |                |
| Harant Donieck              | 2:3 | Dynamo Ługańsk                     |                |
| Drużba Berdiańsk            | 0:0 | Azoweć Mariupol                    | (dod., k. 3:4) |

### 1/64 finału
| 1 września 1994                    |     |                              |                |
| Chutrowyk Tyśmienica               | 2:1 | Bukowyna Czerniowce          |                |
| Hałyczyna Drohobycz                | 0:1 | Prykarpattia Iwano-Frankowsk |                |
| Beskyd Nadwórna                    | 0:1 | Zakarpattia Użhorod          |                |
| Fetrowyk Chust                     | 1:0 | Skała Stryj                  |                |
| Adwis Chmielnicki                  | 0:0 | Chimik Żytomierz             | (dod., k. 2:4) |
| Pidszypnyk Łuck                    | 2:0 | FK Lwów                      | (dod.)         |
| Hazowyk Komarno                    | 3:0 | Karpaty Mukaczewo            |                |
| Łada Czerniowce                    | 0:3 | Krystał Czortków             |                |
| Krok Żytomierz                     | 0:4 | Podilla Chmielnicki          |                |
| Keramik Baranówka                  | 4:2 | Roś Biała Cerkiew            |                |
| Chimik-Nywa-2 Winnica              | 0:3 | CSKA Kijów                   |                |
| Zmina-Obołoń Kijów                 | 1:3 | Borysfen Boryspol            |                |
| Nywa Mironówka                     | 1:2 | Dynamo-2 Kijów               |                |
| Łokomotyw Znamianka                | 0:4 | Zirka-NIBAS Kirowohrad       |                |
| Dnistroweć Białogród nad Dniestrem | 0:4 | Ewis Mikołajów               |                |
| Tawrija Chersoń                    | 2:6 | SK Odessa                    |                |
| Desna Czernihów                    | 2:1 | SK Odessa                    |                |
| Systema-Boreks Borodzianka         | 3:2 | Dnipro Czerkasy              |                |
| Awanhard Merefa                    | 0:3 | Worskła Połtawa              |                |
| Naftochimik Krzemieńczuk           | 4:2 | Metalist Charków             |                |
| Metałurh Krzywy Róg                | 1:2 | Jawir Krasnopole             | (dod.)         |
| Nywa-Wiktor Nowomykołajiwka        | 1:0 | Polihraftechnika Oleksandria |                |
| Tawrija Nowotrojićke               | 0:1 | Wiktor Zaporoże              |                |
| Czornomoreć-2 Odessa               | 1:0 | Metałurh Nikopol             |                |
| Dynamo Saki                        | 2:0 | Czajka Sewastopol            |                |
| Tytan Armiańsk                     | 6:0 | Metałurh Kercz               |                |
| Bat'kiwszczyna Pierwomajsk         | 0:4 | Stal Ałczewsk                |                |
| Dynamo Ługańsk                     | 3:3 | Chimik Siewierodonieck       | (dod., k. 1:2) |
| Azoweć Mariupol                    | 1:2 | Medita Szachtarsk            |                |
| Szachtar Pawłohrad                 | 0:3 | Bażanoweć Makiejewka         |                |
| Awanhard Roweńky                   | 4:1 | Szachtar Stachanow           |                |
| Torpedo Melitopol                  | 1:1 | Meliorator Kachowka          | (dod., k. 3:4) |

### 1/32 finału
| 5 września 1994             |     |                              |                |
| Chutrowyk Tyśmienica        | 2:1 | Prykarpattia Iwano-Frankowsk |                |
| Fetrowyk Chust              | 0:1 | Zakarpattia Użhorod          |                |
| Pidszypnyk Łuck             | 1:3 | Chimik Żytomierz             | (dod.)         |
| Hazowyk Komarno             | 2:1 | Krystał Czortków             |                |
| Keramik Baranówka           | 2:1 | Podilla Chmielnicki          | (dod.)         |
| CSKA Kijów                  | 1:3 | Borysfen Boryspol            |                |
| Zirka-NIBAS Kirowohrad      | 0:1 | Dynamo-2 Kijów               |                |
| SK Odessa                   | 2:0 | Ewis Mikołajów               | (dod.)         |
| Systema-Boreks Borodzianka  | 1:0 | Desna Czernihów              |                |
| Worskła Połtawa             | 1:0 | Naftochimik Krzemieńczuk     |                |
| Nywa-Wiktor Nowomykołajiwka | 0:0 | Jawir Krasnopole             | (dod., k. 2:3) |
| Wiktor Zaporoże             | 2:0 | Czornomoreć-2 Odessa         |                |
| Tytan Armiańsk              | 1:1 | Dynamo Saki                  | (dod., k. 3:2) |
| Chimik Siewierodonieck      | 0:1 | Stal Ałczewsk                |                |
| Medita Szachtarsk           | 1:1 | Bażanoweć Makiejewka         | (dod., k. 5:3) |
| Awanhard Roweńky            | 4:1 | Meliorator Kachowka          |                |

### 1/16 finału
|                                | 1 mecz | 2 mecz | Suma |                        |  |
| ------------------------------ | ------ | ------ | ---- | ---------------------- |  |
| 25 września i 5 listopada 1994 |        |        |      |                        |  |
| Chutrowyk Tyśmienica           | 1:1    | 1:3    | 2:4  | Tawrija Symferopol     |  |
| Zakarpattia Użhorod            | 2:1    | 0:3    | 2:4  | Karpaty Lwów           |  |
| Chimik Żytomierz               | 2:0    | 1:4    | 3:4  | Torpedo Zaporoże       |  |
| Hazowyk Komarno                | 0:2    | 0:2    | 0:4  | Dynamo Kijów           |  |
| Keramik Baranówka              | 1:0    | 0:2    | 1:2  | Temp Szepietówka       |  |
| Borysfen Boryspol              | 1:0    | 0:3    | 1:3  | Weres Równe            |  |
| Dynamo-2 Kijów                 | 3:1    | 1:4    | 4:5  | Dnipro Dniepropetrowsk |  |
| SK Odessa                      | 1:1    | 1:2    | 2:3  | Metałurh Zaporoże      |  |
| Systema-Boreks Borodzianka     | 0:3    | 1:2    | 1:5  | Szachtar Donieck       |  |
| Worskła Połtawa                | 2:0    | 1:2    | 3:2  | Wołyń Łuck             |  |
| Jawir Krasnopole               | 0:0    | 0:4    | 0:4  | Nywa Tarnopol          |  |
| Wiktor Zaporoże                | 0:4    | 1:7    | 1:11 | Krywbas Krzywy Róg     |  |
| Tytan Armiańsk                 | 2:3    | 1:2    | 3:5  | Nywa Winnica           |  |
| Stal Ałczewsk                  | 2:0    | 1:1    | 3:1  | Zoria-MAŁS Ługańsk     |  |
| Medita Szachtarsk              | 2:2    | 0:4    | 2:6  | Czornomoreć Odessa     |  |
| Awanhard Roweńky               | 2:2    | 0:5    | 2:7  | Kremiń Krzemieńczuk    |  |

### 1/8 finału
|                                  | 1 mecz | 2 mecz | Suma |                        |  |
| -------------------------------- | ------ | ------ | ---- | ---------------------- |  |
| 22 listopada 1994 i 1 marca 1995 |        |        |      |                        |  |
| Tawrija Symferopol               | 3:0    | 1:3    | 4:3  | Karpaty Lwów           |  |
| Dynamo Kijów                     | 2:0    | 0:1    | 2:1  | Torpedo Zaporoże       |  |
| Weres Równe                      | 1:0    | 0:2    | 1:2  | Temp Szepietówka       |  |
| Metałurh Zaporoże                | 1:3    | 0:1    | 1:4  | Dnipro Dniepropetrowsk |  |
| Worskła Połtawa                  | 0:1    | 0:8    | 0:9  | Szachtar Donieck       |  |
| Krywbas Krzywy Róg               | 3:0    | 0:4    | 3:4  | Nywa Tarnopol          |  |
| Stal Ałczewsk                    | 1:0    | 0:2    | 1:2  | Nywa Winnica           |  |
| Czornomoreć Odessa               | 2:0    | 1:2    | 3:2  | Kremiń Krzemieńczuk    |  |

### 1/4 finału
|                                | 1 mecz | 2 mecz | Suma |                        |  |
| ------------------------------ | ------ | ------ | ---- | ---------------------- |  |
| 10 kwietnia i 17 kwietnia 1995 |        |        |      |                        |  |
| Dynamo Kijów                   | 0:1    | 1:2    | 1:3  | Tawrija Symferopol     |  |
| Temp Szepietówka               | 0:2    | 0:1    | 0:3  | Dnipro Dniepropetrowsk |  |
| Nywa Tarnopol                  | 1:1    | 0:2    | 1:3  | Szachtar Donieck       |  |
| Czornomoreć Odessa             | 3:0    | 0:1    | 3:1  | Nywa Winnica           |  |

### 1/2 finału
|                       | 1 mecz | 2 mecz | Suma |                        |  |
| --------------------- | ------ | ------ | ---- | ---------------------- |  |
| 8 maja i 16 maja 1995 |        |        |      |                        |  |
| Tawrija Symferopol    | 1:1    | 0:1    | 1:2  | Dnipro Dniepropetrowsk |  |
| Szachtar Donieck      | 1:0    | 1:2    | 2:2  | Czornomoreć Odessa     |  |

### Finał
Mecz finałowy rozegrano 28 maja 1995 na Stadionie Republikańskim w stolicy Kijowie.
| Szachtar Donieck | 1:1 | Dnipro Dniepropetrowsk | (dod., k. 7:6) |

| Zdobywca Pucharu Ukrainy 1994/95 |
| -------------------------------- |
| Szachtar Donieck 1 tytuł         |
| złoto                            |